# إلشولتزية جرداء
إلشولتزية جرداء (الاسم العلمي:Elsholtzia glabra) هي نوع من النباتات يتبع جنس الإلشولتزية من الفصيلة الشفوية.